# Periophthalmus spilotus
A Periophthalmus spilotus a csontos halak (Osteichthyes) főosztályának a sugarasúszójú halak (Actinopterygii) osztályába, ezen belül a sügéralakúak (Perciformes) rendjébe, a gébfélék (Gobiidae) családjába és az iszapugró gébek (Oxudercinae) alcsaládjába tartozó faj.

## Előfordulása
A Periophthalmus spilotus előfordulási területe a Csendes-óceán nyugati felén van. Az indonéziai Szumátra egyik endemikus hala. A Tebing Tinggi I melletti Suir folyó környékén található meg.

## Megjelenése
Ez a halfaj legfeljebb 5,3 centiméter hosszú. A hátúszóján 9-11 tüske és 13-14 sugár, míg a farok alatti úszóján 1 tüske és 12-14 sugár ül. 26 csigolyája van. A hasúszói tapadókoronggá forrtak össze. Az első hátúszó magas és szürkés színű; nincsenek rajta pontok és egyik tüskéje sem hosszabb a másiknál. A második hátúszóján egy szürke csík látható; ezzel a csíkkal párhuzamosan fehéres pontokból álló másik csík húzódik végig. A farokúszó középső része feketés. A farok alatti úszója átlátszó; nincsenek színes pontok vagy csíkok rajta. A fején és testén számos fehéreskék pont van.

## Életmódja
Trópusi halfaj, amely csak a brakkvízben él meg. Az oxigént képes, egyenesen a levegőből kivenni, azzal a feltétellel, ha nedvesek a kopoltyúi és a bőre. A víz alá is lemerülhet. A Suir folyó iszapos árapálytérségében él. Gyakran ugyanazon a helyen él, ahol a Periophthalmus gracilis és az indiai törpegéb (Periophthalmus novemradiatus) is megtalálható.

## Felhasználása
Ennek az iszapugró gébnek, mint sok más rokonának nincs halászati értéke.